# Punxaflors anyil
El punxaflors anyil (Diglossa indigotica) és un ocell de la família dels tràupids (Thraupidae).

## Hàbitat i distribució
Habita la selva pluvial i vegetació secundària dels Andes de l'oest de Colòmbia i oest de l'Equador.